# Plastik und Blumen (Ausstellung)
„Plastik und Blumen“ war eine populäre Freiluftausstellung von überregionaler Bedeutung in der DDR. Sie fand von 1957 bis 1988 im Treptower Park in Berlin-Treptow statt. Ausrichter waren der Bezirksverband Berlin des Verbands Bildender Künstler der DDR und der Rat des Stadtbezirks Treptow. Die Ausstellung fand im Zweijahres-Rhythmus statt. Bei freiem Eintritt kamen jeweils zehntausende Besucher.
Neben namhaften Künstlern der DDR wie Theo Balden, Fritz Cremer, Wilfried Fitzenreiter, Wieland Förster, René Graetz, Waldemar Grzimek, Ruthild Hahne, Ingeborg Hunzinger, Siegfried Krepp, Karl Lemke, Emerita Pansowová, Gerhard Rommel und Werner Stötzer zeigten auch Nachwuchskräfte ihre Werke. Auch Künstler aus dem Ausland waren vertreten. So nahm 1963 acht Prager Bildhauer teil, u. a. Bretislav Benda, Marta Jirásková und Jan Lauda, von denen 15 der 40 ausgestellten Werk stammten.
Die Kunstwerke wurden in dem ausgedehnten Parkgelände am Ufer der Spree entsprechend ihrer Eigenart in die gärtnerisch gestaltete Umgebung eingeordnet. Im Jahr 1975 widmete sich eine Folge des Sandmännchen im Fernsehen der DDR dieser Ausstellung.
Zu den Ausstellungen erschien jeweils ein Katalog. Der Stadtbezirk kaufte einige Arbeiten an, die im Park verblieben.
Mit dem Ende der DDR wurde auch diese Ausstellungstradition beendet.